# Троельс Гаррю
Тро́́ельс Гаррю (дан. Troels Harry, нар. 25 грудня 1990, Відовре, Данія) — данський керлінгіст, учасник зимових Олімпійських ігор (2014). Дворазовий призер чемпіонатів Європи з керлінгу. Ведуча рука — права.

## Життєпис
Троельс Гаррю народився у данському місті Відовре. Займатися керлінгом почав у 1998 році, наслідуючи приклад батьків, що також змагалися у цьому спорту. Троельс чотири рази брав участь у молодіжних чемпіонатах світу з керлінгу (2007, 2008, 2009, 2010), став переможцем світової першості 2009 року. У 2010 році Гаррю дебютував на дорослому рівні і одразу ж здобув «срібло» чемпіонату Європи. Наступного року на континентальній першості він поповнив свій медальний актив «бронзою». Окрім цього, у міжолімпійський період данський керлінгіст брав участь у двох чемпіонатах Європи (2012, 2013) та двох чемпіонатах світу (2012, 2013).
У лютому 2014 року Троельс у складі збірної Данії взяв участь в зимових Олімпійських іграх у Сочі, що стали для нього першими в кар'єрі. З 9 проведених на Іграх матчів данцям вдалося перемогти лише у чотирьох, внаслідок чого вони посіли шосте підсумкове місце і до раунду плей-оф не потрапили.
Гаррю закінчив гімназію в Бреннбю та вступив до Копенгагенської школи дизайну та технологій. Окрім керлінгу він захоплюється футболом, американським футболом та баскетболом.

## Виступи на Олімпійських іграх
| Змагання                     | Місто | Місце | % кидків |
| ---------------------------- | ----- | ----- | -------- |
| Зимові Олімпійські ігри 2014 | Сочі  | 6     | 85%      |